# Liga de Campeones de la EHF 2008-09
La Liga de Campeones de la EHF 2008-09 es la 49.ª edición de la competición. Arrancó en septiembre de 2008 y concluyó a finales de mayo de 2009.

## Equipos
| BM Ciudad Real     | Reale Ademar León      | FC Barcelona Borges   | Portland San Antonio  |
| THW Kiel           | SG Flensburg-Handewitt | HSV Hamburg           | Chejovskie Medvedi    |
| Chambéry Savoie HB | Montpellier HB         | Hammarby IF           | HC Croatia Osiguranje |
| FCK Handbold A/S   | GOG Svendborg TGI      | ZTR Zaporozhye        | Celje Pivovarna Laško |
| RK Cimos Koper     | MKB Veszprém KC        | SC Pick Szeged        | Bosna Sarajevo        |
| Drammen HK         | Tatran Prešov          | SG GC Amicitia Zürich | Wisla Plock S.A.      |

## Ronda de clasificación
| Equipo 1               | Agr.  | Equipo 2           | Ida    | Vuelta |
| ---------------------- | ----- | ------------------ | ------ | ------ |
| HC Granitas-Karys      | 59-59 | HC Meshkov Brest   | 27-27  | 32-32  |
| A.S.E. Doukas          | 54-49 | Pölva Serviti      | 35 -23 | 19-26  |
| Izmir BSB SK           | 60-67 | HC Metalurg        | 29-33  | 31-34  |
| RK Partizan Belgrado   | 51-48 | Italgest Casarano  | 26-21  | 25-27  |
| Steaua MFA Bucarest    | 74-56 | KV Sasja HC        | 38-25  | 36-31  |
| Chypre College         | 66-69 | Haukar             | 30-31  | 30-34  |
| Sport Lisboa e Benfica | 66-69 | A1 Bregenz         | 38-34  | 28-35  |
| HB Dudelange           | 31-87 | Rhein-Neckar Löwen | 16-41  | 15-46  |

## Fase de grupos
Esta fase está formada por 8 grupos con 4 equipos cada uno. Los dos primeros que se clasifiquen pasan a la Ronda principal.

### Grupo A
| Equipo                | Pts | PJ | PG | PE | PP | GF  | GC  | Dif |
| --------------------- | --- | -- | -- | -- | -- | --- | --- | --- |
| Chambéry Savoie HB    | 10  | 6  | 5  | 0  | 1  | 200 | 155 | +45 |
| Celje Pivovarna Laško | 8   | 6  | 4  | 0  | 2  | 202 | 166 | +36 |
| Hammarby IF           | 6   | 6  | 3  | 0  | 3  | 158 | 176 | -18 |
| HC Granitas-Karys     | 0   | 6  | 0  | 0  | 6  | 156 | 219 | -63 |

### Grupo B
| Equipo            | Pts | PJ | PG | PE | PP | GF  | GC  | Dif |
| ----------------- | --- | -- | -- | -- | -- | --- | --- | --- |
| BM Ciudad Real    | 12  | 6  | 6  | 0  | 0  | 228 | 135 | +93 |
| GOG Svendborg TGI | 6   | 6  | 3  | 0  | 3  | 176 | 173 | +3  |
| HC Bosna Sarajevo | 5   | 6  | 2  | 1  | 3  | 157 | 172 | -15 |
| A.S.E. Doukas     | 1   | 6  | 0  | 1  | 5  | 126 | 207 | -81 |

### Grupo C
| Equipo              | Pts | PJ | PG | PE | PP | GF  | GC  | Dif |
| ------------------- | --- | -- | -- | -- | -- | --- | --- | --- |
| THW Kiel            | 12  | 6  | 6  | 0  | 0  | 210 | 164 | +46 |
| FC Barcelona Borges | 8   | 6  | 4  | 0  | 2  | 179 | 156 | +23 |
| HC Metalurg         | 4   | 6  | 2  | 0  | 4  | 157 | 172 | -15 |
| Drammen HK          | 0   | 6  | 0  | 0  | 6  | 154 | 208 | -54 |

### Grupo D
| Equipo               | Pts | PJ | PG | PE | PP | GF  | GC  | Dif |
| -------------------- | --- | -- | -- | -- | -- | --- | --- | --- |
| HSV Hamburg          | 12  | 6  | 6  | 0  | 0  | 204 | 153 | +51 |
| FCK Handbold A/S     | 8   | 6  | 4  | 0  | 2  | 196 | 171 | +25 |
| Tatran Prešov        | 4   | 6  | 2  | 0  | 4  | 165 | 183 | -18 |
| RK Partizan Belgrado | 0   | 6  | 0  | 0  | 6  | 146 | 204 | -58 |

### Grupo E
| Equipo               | Pts | PJ | PG | PE | PP | GF  | GC  | Dif |
| -------------------- | --- | -- | -- | -- | -- | --- | --- | --- |
| Chejovskie Medvedi   | 8   | 6  | 4  | 0  | 2  | 191 | 172 | +19 |
| Portland San Antonio | 8   | 6  | 4  | 0  | 2  | 186 | 179 | +7  |
| Steaua MFA Bucarest  | 6   | 3  | 2  | 0  | 3  | 171 | 182 | -11 |
| RK Cimos Koper       | 2   | 6  | 1  | 5  | 6  | 173 | 188 | -15 |

### Grupo F
| Equipo                 | Pts | PJ | PG | PE | PP | GF  | GC  | Dif |
| ---------------------- | --- | -- | -- | -- | -- | --- | --- | --- |
| SG Flensburg-Handewitt | 10  | 6  | 5  | 0  | 1  | 194 | 158 | +36 |
| MKB Veszprém KC        | 8   | 6  | 4  | 0  | 2  | 183 | 159 | +24 |
| Haukar                 | 4   | 6  | 2  | 0  | 4  | 147 | 180 | -33 |
| ZTR Zaporozhye         | 2   | 6  | 1  | 0  | 5  | 144 | 171 | -27 |

### Grupo G
| Equipo                | Pts | PJ | PG | PE | PP | GF  | GC  | Dif |
| --------------------- | --- | -- | -- | -- | -- | --- | --- | --- |
| Reale Ademar León     | 9   | 6  | 4  | 1  | 1  | 194 | 177 | +21 |
| Montpellier HB        | 9   | 6  | 4  | 1  | 1  | 196 | 176 | +20 |
| SG GC Amicitia Zürich | 5   | 6  | 2  | 1  | 3  | 185 | 185 | 0   |
| A1 Bregenz            | 1   | 6  | 0  | 1  | 5  | 170 | 211 | -41 |

### Grupo H
| Equipo                | Pts | PJ | PG | PE | PP | GF  | GC  | Dif |
| --------------------- | --- | -- | -- | -- | -- | --- | --- | --- |
| Rhein-Neckar Löwen    | 10  | 6  | 4  | 2  | 0  | 198 | 160 | +38 |
| HC Croatia Osiguranje | 10  | 6  | 4  | 2  | 0  | 186 | 156 | +30 |
| SC Pick Szeged        | 4   | 6  | 2  | 0  | 4  | 159 | 161 | -2  |
| Wisla Plock S.A.      | 0   | 6  | 0  | 0  | 6  | 122 | 188 | -66 |

## Ronda principal
Esta fase está formada por 4 grupos con 4 equipos cada uno. Los dos primeros que se clasifiquen pasan a los cuartos de final.

### Grupo 1
Está compuesto por el HSV Hamburg alemán, el FCK Handbold A/S danés, el Portland San Antonio español y el Chejovskie Medvedi ruso. Se clasificaron el alemán y el ruso para la siguiente ronda.
| Equipo               | Pts | PJ | PG | PE | PP | GF  | GC  | Dif |
| -------------------- | --- | -- | -- | -- | -- | --- | --- | --- |
| HSV Hamburg          | 10  | 6  | 5  | 0  | 1  | 185 | 169 | +16 |
| Chejovskie Medvedi   | 6   | 6  | 3  | 0  | 3  | 196 | 190 | +6  |
| Portland San Antonio | 6   | 6  | 3  | 0  | 3  | 174 | 174 | 0   |
| FCK Handbold A/S     | 2   | 6  | 1  | 0  | 5  | 180 | 202 | -22 |

| Fecha          | Lugar                             | Local                | Resultado | Visitante            |
| -------------- | --------------------------------- | -------------------- | --------- | -------------------- |
| 9 de octubre   | Sporthall Olimpijski              | Chejovskie Medvedi   | 34-26     | Portland San Antonio |
| 11 de octubre  | Farum Arena                       | FCK Handbold A/S     | 31-34     | HSV Hamburg          |
| 5 de noviembre | O2 World Hamburg                  | HSV Hamburg          | 29-27     | FCK Handbold A/S     |
| 8 de noviembre | Pabellón Universitario de Navarra | Portland San Antonio | 33-27     | Chejovskie Medvedi   |
| 11 de febrero  | O2 World Hamburg                  | HSV Hamburg          | 34-23     | Portland San Antonio |
| 14 de febrero  | Farum Arena                       | FCK Handbold A/S     | 33-37     | Chejovskie Medvedi   |
| 18 de febrero  | Sporthall Olimpijski              | Chejovskie Medvedi   | 30-32     | HSV Hamburg          |
| 21 de febrero  | Pabellón Universitario de Navarra | Portland San Antonio | 38-27     | FCK Handbold A/S     |
| 26 de febrero  | Sporthall Olimpijski              | Chejovskie Medvedi   | 37-34     | FCK Handbold A/S     |
| 1 de marzo     | Pabellón Universitario de Navarra | Portland San Antonio | 27-24     | HSV Hamburg          |
| 4 de marzo     | O2 World Hamburg                  | HSV Hamburg          | 32-31     | Chejovskie Medvedi   |
| 7 de marzo     | Farum Arena                       | FCK Handbold A/S     | 28-27     | Portland San Antonio |

### Grupo 2
Está compuesto por el Chambéry Savoie HB francés, Rhein-Neckar Löwen alemán , el HC Croatia Osiguranje croata y el Celje Pivovarna Laško esloveno. Se clasificaron el alemán y el croata para la siguiente ronda.
| Equipo                | Pts | PJ | PG | PE | PP | GF  | GC  | Dif |
| --------------------- | --- | -- | -- | -- | -- | --- | --- | --- |
| Rhein-Neckar Löwen    | 8   | 6  | 3  | 2  | 1  | 188 | 164 | +24 |
| HC Croatia Osiguranje | 8   | 6  | 3  | 2  | 1  | 176 | 158 | +18 |
| Chambéry Savoie HB    | 8   | 6  | 4  | 0  | 2  | 177 | 178 | -1  |
| Celje Pivovarna Laško | 0   | 6  | 0  | 0  | 6  | 149 | 190 | -41 |

| Fecha           | Lugar          | Local                 | Resultado | Visitante             |
| --------------- | -------------- | --------------------- | --------- | --------------------- |
| 4 de octubre    | Arena Zagreb   | HC Croatia Osiguranje | 33-33     | Rhein-Neckar Löwen    |
| 5 de octubre    | Le Phare       | Chambéry Savoie HB    | 37-30     | Celje Pivovarna Laško |
| 13 de noviembre | SAP Arena      | Rhein-Neckar Löwen    | 27-27     | HC Croatia Osiguranje |
| 16 de noviembre | Arena Zlatorog | Celje Pivovarna Laško | 25-32     | Chambéry Savoie HB    |
| 14 de febrero   | Arena Zagreb   | HC Croatia Osiguranje | 30-32     | Chambéry Savoie HB    |
| 14 de febrero   | Arena Zlatorog | Celje Pivovarna Laško | 28-34     | Rhein-Neckar Löwen    |
| 18 de febrero   | Le Phare       | Chambéry Savoie HB    | 25-23     | Rhein-Neckar Löwen    |
| 21 de febrero   | Arena Zlatorog | Celje Pivovarna Laško | 22-25     | HC Croatia Osiguranje |
| 26 de febrero   | SAP Arena      | Rhein-Neckar Löwen    | 31-26     | Celje Pivovarna Laško |
| 28 de febrero   | Le Phare       | Chambéry Savoie HB    | 26-30     | HC Croatia Osiguranje |
| 7 de marzo      | Arena Zagreb   | HC Croatia Osiguranje | 31-18     | Celje Pivovarna Laško |
| 8 de marzo      | SAP Arena      | Rhein-Neckar Löwen    | 40-25     | Chambéry Savoie HB    |

### Grupo 3
Está compuesto por el MKB Veszprém KC húngaro, el Montpellier HB francés, el Reale Ademar León español y el SG Flensburg-Handewitt alemán. Se clasificaron el húngaro y el alemán para la siguiente ronda.
| Equipo                 | Pts | PJ | PG | PE | PP | GF  | GC  | Dif |
| ---------------------- | --- | -- | -- | -- | -- | --- | --- | --- |
| MKB Veszprém KC        | 8   | 6  | 4  | 0  | 2  | 170 | 163 | +7  |
| SG Flensburg-Handewitt | 6   | 6  | 3  | 0  | 3  | 170 | 172 | -2  |
| Reale Ademar León      | 5   | 6  | 2  | 1  | 3  | 177 | 178 | -1  |
| Montpellier HB         | 5   | 6  | 2  | 1  | 3  | 154 | 158 | -4  |

| Fecha           | Lugar                             | Local                  | Resultado | Visitante              |
| --------------- | --------------------------------- | ---------------------- | --------- | ---------------------- |
| 5 de octubre    | Veszprém Aréna                    | MKB Veszprém KC        | 29-28     | SG Flensburg-Handewitt |
| 5 de octubre    | Palacio Municipal de los Deportes | Reale Ademar León      | 25-21     | Montpellier HB         |
| 16 de noviembre | Arena Montpellier                 | Montpellier HB         | 34-34     | Reale Ademar León      |
| 16 de noviembre | Campushalle                       | SG Flensburg-Handewitt | 32-29     | MKB Veszprém KC        |
| 15 de febrero   | Veszprém Aréna                    | MKB Veszprém KC        | 28-26     | Reale Ademar León      |
| 15 de febrero   | Arena Montpellier                 | Montpellier HB         | 31-25     | SG Flensburg-Handewitt |
| 22 de febrero   | Campushalle                       | SG Flensburg-Handewitt | 31-26     | Reale Ademar León      |
| 22 de febrero   | Arena Montpellier                 | Montpellier HB         | 24-30     | MKB Veszprém KC        |
| 28 de febrero   | Palacio Municipal de los Deportes | Reale Ademar León      | 30-32     | MKB Veszprém KC        |
| 1 de marzo      | Campushalle                       | SG Flensburg-Handewitt | 22-21     | Montpellier HB         |
| 7 de marzo      | Veszprém Aréna                    | MKB Veszprém KC        | 22-23     | Montpellier HB         |
| 8 de marzo      | Palacio Municipal de los Deportes | Reale Ademar León      | 36-32     | SG Flensburg-Handewitt |

### Grupo 4
Está compuesto por el THW Kiel alemán, el GOG Svendborg TGI danés y finalmente los españoles BM Ciudad Real y FC Barcelona Borges. Se clasificaron el alemán y el español BM Ciudad Real para la siguiente ronda.
| Equipo              | Pts | PJ | PG | PE | PP | GF  | GC  | Dif |
| ------------------- | --- | -- | -- | -- | -- | --- | --- | --- |
| THW Kiel            | 10  | 6  | 5  | 0  | 1  | 210 | 174 | +36 |
| BM Ciudad Real      | 10  | 6  | 5  | 0  | 1  | 195 | 173 | +22 |
| FC Barcelona Borges | 4   | 6  | 2  | 0  | 4  | 181 | 183 | -2  |
| GOG Svendborg TGI   | 0   | 6  | 0  | 0  | 6  | 166 | 222 | -56 |

| Fecha           | Lugar            | Local               | Resultado | Visitante           |
| --------------- | ---------------- | ------------------- | --------- | ------------------- |
| 5 de octubre    | Arena Fyn        | GOG Svendborg TGI   | 24-34     | BM Ciudad Real      |
| 19 de octubre   | Palau Blaugrana  | FC Barcelona Borges | 27-31     | THW Kiel            |
| 16 de noviembre | Quijote Arena    | BM Ciudad Real      | 37-26     | GOG Svendborg TGI   |
| 23 de noviembre | Sparkassen-Arena | THW Kiel            | 33-26     | FC Barcelona Borges |
| 14 de febrero   | Palau Blaugrana  | FC Barcelona Borges | 28-31     | BM Ciudad Real      |
| 15 de febrero   | Arena Fyn        | GOG Svendborg TGI   | 31-43     | THW Kiel            |
| 22 de febrero   | Palau Blaugrana  | FC Barcelona Borges | 36-27     | GOG Svendborg TGI   |
| 22 de febrero   | Sparkassen-Arena | THW Kiel            | 33-26     | BM Ciudad Real      |
| 25 de febrero   | Sparkassen-Arena | THW Kiel            | 37-29     | GOG Svendborg TGI   |
| 1 de marzo      | Quijote Arena    | BM Ciudad Real      | 32-29     | FC Barcelona Borges |
| 7 de marzo      | Quijote Arena    | BM Ciudad Real      | 35-33     | THW Kiel            |
| 8 de marzo      | Arena Fyn        | GOG Svendborg TGI   | 29-35     | FC Barcelona Borges |

## Cuartos
| Equipo 1               | Agr.  | Equipo 2           | Ida   | Vuelta |
| ---------------------- | ----- | ------------------ | ----- | ------ |
| HC Croatia Osiguranje  | 55:59 | THW Kiel           | 28:28 | 27:31  |
| BM Ciudad Real         | 58:56 | MKB Veszprém KC    | 29:24 | 29:32  |
| SG Flensburg Handewitt | 56:57 | HSV Hamburg        | 25:28 | 31:29  |
| Chejovskie Medvedi     | 61:67 | Rhein-Neckar Löwen | 33:31 | 28:36  |

### HC Croatia Osiguranje - THW Kiel
| 29 de marzo de 2009 | HC Croatia Osiguranje | 28:28 (13:12) | THW Kiel      | Arena Zagreb, Zagreb                                                                        |                                                                                             |
|                     | Igor Vori 9           |               | Filip Jicha 8 | Asistencia: 7.000 espectadores Árbitro(s): Olivier Buy (Francia) y Stevann Pichon (Francia) | Asistencia: 7.000 espectadores Árbitro(s): Olivier Buy (Francia) y Stevann Pichon (Francia) |

| 4 de abril de 2009 | THW Kiel      | 31:27 (17:11) | HC Croatia Osiguranje | Sparkassen-Arena, Kiel                                                                  |                                                                                         |
|                    | Filip Jicha 6 |               | Kiril Lazarov 7       | Asistencia: 10.250 espectadores Árbitro(s): Csaba Kekes (Hungría) y Pal Kekes (Hungría) | Asistencia: 10.250 espectadores Árbitro(s): Csaba Kekes (Hungría) y Pal Kekes (Hungría) |

### BM Ciudad Real - MKB Veszprém KC
| 29 de marzo de 2009 | BM Ciudad Real    | 29:24 (15:12) | MKB Veszprém KC  | Quijote Arena, Ciudad Real                                                                            | |
|                     | Siarhei Rutenka 6 |               | Gergö Ivancsik 6 | Asistencia: 4.500 espectadores Árbitro(s): Andrei Gousko (Bielorrusia) y Siarhei Repkin (Bielorrusia) | Asistencia: 4.500 espectadores Árbitro(s): Andrei Gousko (Bielorrusia) y Siarhei Repkin (Bielorrusia) |

| 4 de abril de 2009 | MKB Veszprém KC | 32:29 (17:15) | BM Ciudad Real     | Veszprém Aréna, Veszprém                                                                            | |
|                    | Marko Vujinv11  |               | Jerome Fernández 6 | Asistencia: 5.000 espectadores Árbitro(s): Peter Brunovsky (Eslovenia) y Vladimir Canda (Eslovenia) | Asistencia: 5.000 espectadores Árbitro(s): Peter Brunovsky (Eslovenia) y Vladimir Canda (Eslovenia) |

### SG Flensburg Handewitt - HSV Hamburg
| 25 de marzo de 2009 | SG Flensburg Handewitt | 25:28 (12:14) | HSV Hamburg      | Campushalle, Flensburg                                                                                         | |
|                     | Oscar Calén 7          |               | Bertrand Gille 5 | Asistencia: 5.900 espectadores Árbitro(s): Gregorio Muro San Jose (España) y Alfonso Rodríguez Murcia (España) | Asistencia: 5.900 espectadores Árbitro(s): Gregorio Muro San Jose (España) y Alfonso Rodríguez Murcia (España) |

| 3 de abril de 2009 | HSV Hamburg      | 29:31 (13:15) | SG Flensburg Handewitt | O2 World Hamburg, Hamburgo                                                                               | |
|                    | Bertrand Gille 7 |               | Oscar Carlén 10        | Asistencia: 13.000 espectadores Árbitro(s): Kenneth Abrahamsen (Noruega) y Arne M. Kristiansen (Noruega) | Asistencia: 13.000 espectadores Árbitro(s): Kenneth Abrahamsen (Noruega) y Arne M. Kristiansen (Noruega) |

### Chejovskie Medvedi - Rhein-Neckar Löwen
| 28 de marzo de 2009 | Chejovskie Medvedi     | 33:31 (21:15) | Rhein-Neckar Löwen | Sporthall Olimpijski, Chéjov                                                                          | |
|                     | Konstantin Igropulo 10 |               | Mariusz Jurasik 7  | Asistencia: 3.300 espectadores Árbitro(s): Gerhard Reisinger (Austria) y Christian Kaschütz (Austria) | Asistencia: 3.300 espectadores Árbitro(s): Gerhard Reisinger (Austria) y Christian Kaschütz (Austria) |

| 5 de abril de 2009 | Rhein-Neckar Löwen | 36:28 (16:13) | Chejovskie Medvedi    | SAP Arena, Mannheim                                                                         |                                                                                             |
|                    | Mariusz Jurasik 9  |               | Konstantin Igropulo 8 | Asistencia: 4.300 espectadores Árbitro(s): Thierry Dentz (Francia) y Denis Reibel (Francia) | Asistencia: 4.300 espectadores Árbitro(s): Thierry Dentz (Francia) y Denis Reibel (Francia) |

## Semifinales
| Equipo 1    | Agr.  | Equipo 2           | Ida   | Vuelta |
| ----------- | ----- | ------------------ | ----- | ------ |
| THW Kiel    | 67:54 | Rhein-Neckar Löwen | 37:23 | 30:31  |
| HSV Hamburg | 60:63 | BM Ciudad Real     | 29:30 | 31:33  |

### THW Kiel - Rhein-Neckar Löwen
| 26 de abril de 2009 | THW Kiel       | 37:23 (20:8) | Rhein-Neckar Löwen | Sparkassen-Arena, Kiel                                                                                | |
|                     | Filip Jicha 12 |              | Mariusz Jurasik 8  | Asistencia: 10.300 espectadores Árbitro(s): Sorin-Laurentiu Dinu (Rumania) y Constantin Din (Rumania) | Asistencia: 10.300 espectadores Árbitro(s): Sorin-Laurentiu Dinu (Rumania) y Constantin Din (Rumania) |

| 30 de abril de 2009 | Rhein-Neckar Löwen | 31:30 (16:18) | THW Kiel      | SAP Arena, Mannheim                                                                                 | |
|                     | Mariusz Jurasik 9  |               | Marcus Ahlm 7 | Asistencia: 13.000 espectadores Árbitro(s): Slobodan Visekruna (Serbia) y Zoran Stanojevic (Serbia) | Asistencia: 13.000 espectadores Árbitro(s): Slobodan Visekruna (Serbia) y Zoran Stanojevic (Serbia) |

### HSV Hamburg - BM Ciudad Real
| 25 de abril de 2009 | HSV Hamburg      | 29:30 (13:12) | BM Ciudad Real       | O2 World Hamburg, Hamburgo                                                                    |                                                                                               |
|                     | Bertrand Gille 5 |               | Alberto Entrerrios 6 | Asistencia: 10.300 espectadores Árbitro(s): Csaba Dobrovits (Hungría) y Peter Tajok (Hungría) | Asistencia: 10.300 espectadores Árbitro(s): Csaba Dobrovits (Hungría) y Peter Tajok (Hungría) |

| 2 de mayo de 2009 | BM Ciudad Real  | 33:31 (15:15) | HSV Hamburg      | Quijote Arena, Ciudad Real                                                                        |                                                                                                   |
|                   | Jonas Källman 8 |               | Bertrand Gille 8 | Asistencia: 5.500 espectadores Árbitro(s): Martin Gjeding (Dinamarca) y Mads Hansen ( (Dinamarca) | Asistencia: 5.500 espectadores Árbitro(s): Martin Gjeding (Dinamarca) y Mads Hansen ( (Dinamarca) |

## Final
| Equipo 1 | Agr.  | Equipo 2       | Ida   | Vuelta |
| -------- | ----- | -------------- | ----- | ------ |
| THW Kiel | 66-67 | BM Ciudad Real | 39-34 | 27-33  |

### THW Kiel - BM Ciudad Real
| 24 de mayo de 2009 | THW Kiel      | 39:34 (18:12) | BM Ciudad Real     | Sparkassen-Arena, Kiel                                                                              | |
|                    | Filip Jicha 9 |               | Jerome Fernandez 8 | Asistencia: 10.300 espectadores Árbitro(s): Per Olesen (Dinamarca) y Lars Ejby Pedersen (Dinamarca) | Asistencia: 10.300 espectadores Árbitro(s): Per Olesen (Dinamarca) y Lars Ejby Pedersen (Dinamarca) |

| 31 de mayo de 2009 | BM Ciudad Real      | 33:27 (13:14) | THW Kiel           | Quijote Arena, Ciudad Real                                                                         | |
|                    | Olafur Stefansson 8 |               | Nikola Karabatic 7 | Asistencia: 5.500 espectadores Árbitro(s): Slobodan Visekruna (Serbia) y Zoran Stanojevic (Serbia) | Asistencia: 5.500 espectadores Árbitro(s): Slobodan Visekruna (Serbia) y Zoran Stanojevic (Serbia) |